# 松平定猷
松平 定猷（まつだいら さだみち）は、江戸時代後期の大名。伊勢国桑名藩主。定綱系久松松平家12代。官位は従四位下・越中守、侍従。

## 生涯
先代藩主・松平定和の長男。天保13年（1842年）、父の死により幼少の身で家督を継いだ。しかし藩主就任の年、桑名で大火と飢饉が発生する。その後も嘉永7年（1854年）には安政東海地震が起こるなど、その治世は天災のために多難を極め、財政は天災に対する救済費、対策費から幕府の手伝い普請などで火の車となった。また水害が起こるなどもしたが、一方では豊作で藩蔵が満杯になって大坂からの借財も5年間はしなくなるなど、恵まれてもいたようである。
嘉永6年（1853年）、徳川家定が13代将軍になると、家定の「定」の字を避けて猷（みち）と名乗った。安政6年（1859年）、京都警護を命じられたが、藩内における財政窮乏問題などからの心労で病に倒れ、8月21日または22日に26歳で江戸で急死した。死後、長男の定教は幼少で妾腹でもあったため、嫡出の娘・初子に婿養子の定敬を迎えて家督を継がせた。

## 系譜
父母
- 松平定和（父）
- 孝姫 - 島津重豪の娘（母）

正室
- 真田貞子 - 真田幸良の長女

側室
- 渡辺氏

子女
- 松平定教（長男）生母は渡辺氏 - 側室
- 松平初子 - 松平定敬正室、生母は真田貞子（正室）

養子
- 松平定敬 - 松平義建の八男